# Вандор
«Вандор» або «Vandor»  — український рок-гурт із Мукачева, Закарпаття. Переможець фестивалю «Червона рута» у 2019 році.

## Історія
Гурт «Вандор/Vandor» був заснований у квітні 2017 року вокалістом Іштваном Халусом та бас-гітаристом Rodion Sun Lion. «Vándor» – угорською мовою означає «мандрівник». Виступають у стилі «Фолк-рок» та виконують закарпатські народні пісні.
У 2019 році гурт отримав першу премію на фестивалі «Червона рута» у жанрі рок-гурт. 

### Склад
- Халус Іштван, вокал
- Rodion Sun Lion, бас-гітара, тексти, музика
- Арсен Бабіченко, гітара
- Дмитро Шевчук, ударні
- Петро Сокач, віолончель
- Михайло Буряк, скрипка

### Альбоми
- «Вуйко Мацур» (2017)
- «Я туй» (2019)